# 島松旭町
島松旭町（しままつあさひまち）は北海道恵庭市の地名。郵便番号は061-1354。人口は1,484人、世帯数は627世帯。

## 地理
島松市街地の北東に位置し、島松北地区土地区画整理事業と島松旭町土地区画整理事業によって造成された地域。島松旭町の東側に柏木川が流れ、西側に島松大通がある。

## 歴史

### 沿革
- 1978年（昭和53年）4月1日 - 島松東町の一部、字下島松の一部から島松旭町に町名変更[5][6]。
- 2001年（平成13年）10月1日 - 島松旭町1 - 4丁目に住居表示変更[7]。

### 町名の変遷
町名の変遷は以下の通り。
| 実施内容     | 実施年月日   | 実施前   | 実施後   |
| ------------ | ------------ | -------- | -------- |
| 町名地番変更 | 1978年4月1日 | 島松東町 | 島松旭町 |
| 町名地番変更 | 1978年4月1日 | 字下島松 | 島松旭町 |

## 人口と世帯数
2023年9月30日現在の人口と世帯数は以下の通り。
| 町・丁        | 人口    | 世帯    |
| ------------- | ------- | ------- |
| 島松旭町1丁目 | 444人   | 175世帯 |
| 島松旭町2丁目 | 373人   | 166世帯 |
| 島松旭町3丁目 | 305人   | 117世帯 |
| 島松旭町4丁目 | 362人   | 169世帯 |
| 計            | 1,484人 | 627世帯 |

### 人口の変遷
国勢調査による人口数の推移。
| 1995年（平成7年）  | 1,219人 | [ 8 ]  |  |
| 2000年（平成12年） | 1,323人 | [ 9 ]  |  |
| 2005年（平成17年） | 1,346人 | [ 10 ] |  |
| 2010年（平成22年） | 1,388人 | [ 11 ] |  |
| 2015年（平成27年） | 1,350人 | [ 12 ] |  |
| 2020年（令和2年）  | 1,370人 | [ 13 ] |  |

### 世帯数の変遷
国勢調査による世帯数の推移。
| 1995年（平成7年）  | 386世帯 | [ 8 ]  |  |
| 2000年（平成12年） | 427世帯 | [ 9 ]  |  |
| 2005年（平成17年） | 457世帯 | [ 10 ] |  |
| 2010年（平成22年） | 481世帯 | [ 11 ] |  |
| 2015年（平成27年） | 487世帯 | [ 12 ] |  |
| 2020年（令和2年）  | 545世帯 | [ 13 ] |  |

## 小・中学校の通学区
小・中学校の通学区は以下の通り。
| 町・丁   | 街区 | 小学校             | 中学校             |
| -------- | ---- | ------------------ | ------------------ |
| 島松旭町 | 全域 | 恵庭市立島松小学校 | 恵庭市立恵北中学校 |

## 交通

### バス
- えにわコミュニティバス（ecoバス）
  - 「ラルズマート島松店」・「本町・旭町」停留所がある[15]。

### 道路
- 都市計画道路
  - 3・3・106 島松大通（島松停車場線）[4]
  - 3・4・116 19号線[4]

## 施設
文化
- 島松旭町町内会館（島松旭町4丁目）

公園
- あさひ公園（島松旭町3丁目）

産業・商業
- ラルズマート 島松店（島松旭町1丁目）